# يورز ترولي
يورز ترولي (بالإنجليزية: Yours Truly)‏ هو أول ألبوم إستديو للمغنية الأمريكية أريانا غراندي. صدر عن طريق ريبوبليك في 3 سبتمبر، 2013. وبيع الألبوم في المحلات في 2 سبتمبر عام 2013 في المملكة المتحدة والولايات المتحدة. والذي احتل المرتبة 15 على قائمة أفضل الألبومات في الولايات المتحدة (بيلبورد 200) ، وبيع منه 138،000 نسخة في أسبوعه الأول. قبل صدور الألبوم، احتل المرتبة الرابعة في (بيلبورد 200) بقائمة «أفضل موسيقى قصيرة» في عام 2013.

## قائمة أغاني الألبوم
1. «هونيمون أفينيو» - (5:39)
2. «بايبي آي» (3:17)
3. «رايت ذير» (مع بيغ شون) - (4:07)
4. «تاتو هارت» - (3:14)
5. «لوفين ايت» - (3:00)
6. «بيانو» - (3:54)
7. «دايدريامين» - (3:31)
8. «ذا واي» (مع ماك ميلر) - (3:47)
9. «يو آي نيفر نو» - (3:34)
10. «ألموست از نيفير نو» (مع ناثان سايكس) - (3:34)
11. «بوبيلار سونغ» (مع ميكا) - (3:20)
12. «بيتير ليفت أنسايد» - (3:32)

## روابط خارجية
- يورز ترولي على موقع ميتاكريتيك (الإنجليزية)
- يورز ترولي على موقع أول موفي (الإنجليزية)